# Doença de Dukes
Doença de Dukes, em homenagem a Clement Dukes, também conhecida como quarta doença ou doença de Filatov (por Nil Filatov), é um exantema. Ela é diferenciada de sarampo ou quaisquer formas de rubéola, apesar de já ter sido considerada como uma forma de exantema. Embora Dukes a tenha identificado como uma entidade separada, apesar de ela não ser diferente da escarlatina causada pela produção da exotoxina Streptococcus pyogenes, Keith Powell propôs igualar ela com a condição conhecida atualmente como síndrome da pele escaldada estafilocócica do recém-nascido em 1979.Ela nunca foi associada com um patógeno específico, e a terminologia não é usada há muito tempo. Contudo, a erupção misteriosa de causa desconhecida em crianças em idade escolar frequentemente dá origem a questão se pode ser ou não a doença de Dukes.

## Sinais e sintomas
Os sinais e sintomas podem incluir febre, náusea, vômito, e diarreia, juntos a sintomas virais típicos de sensibilidade à luz, enlarguecimento dos linfonodos, inflamação de garganta, e possivelmente inflamação do cérebro. A erupção pode aparecer a qualquer momento durante a doença. Isso é frequentemente generalizado. A erupção consiste de condições cutâneas eritemas com áreas de confluência. Ela pode ser urticária, vesicular, ou, algumas vezes, petéquia. As palmas e solas devem ser envolvidas. As erupções são mais comuns em crianças do que em adultos. Comumente, a erupção desaparece sem pigmentação ou descamação.